# Final de la Copa del Món de Rugbi de 2015
La final de la Copa del Món de Rugbi 2015 fou el darrer partit de la Copa del Món de Rugbi de 2015, jugada a Anglaterra. El partit es va jugar al Twickenham Stadium de Londres el 31 d'octubre de 2015 davant de 80.125 espectadors. La final la jugarien Nova Zelanda i Austràlia. Els All Blacks van guanyar el partit i el torneig gràcies a una magnífica primera part i un minuts finals de gran encert de Dan Carter que fou designat jugador del partit. Per primera vegada un equip aconseguia guanyar dues copes del món de forma consecutiva i era la primera vegada que Nova Zelanda guanyava el torneig jugant fora del seu país. També era la segona vegada que hi havia una final entre dos equips de l'hemisferi sud, l'anterior havia estat a la Copa del Món de Rugbi de 1995 entre els Springbooks i els mateixos All Blacks.

## Ruta a la final
Per arribar a la final, tots dos equips van tenir camins diferents. Austràlia es va trobar enquadrada en el conegut com grup de la mort, ja que compartia en aquesta fase grup amb Anglaterra i Gal·les. Els Wallabies van ser capaços de desfer-se tant de l'amfitrió com dels gal·lesos i classificar-se com a primera de grup. Per contra, Nova Zelanda estava enquadrada en el grup C, un grup assequible pel nivell dels neozelandesos que tan sols van trobar un pèl de resistència en el primer partit contra Argentina, quedant primers de grups.
A la fase final els Wallabies van patir fins al darrer moment per batre a Escòcia amb polèmica arbitral inclosa, mentre que a les semifinals, Argentina tan sols va poder anar darrere el marcador. En canvi, els All Blacks tindrien uns quarts de final molt plàcids contra França a qui batrien per 62-13, prenent-se la revenja de la Copa del Món de Rugbi de 2007 on els francesos havien eliminat als neozelandesos en un partit que, com aquest, també es va jugar al Millennium Stadium de Cardiff. A les semifinals, els Springbooks van tenir opcions fins al final i tan sols van sucumbir per dos punts de diferència.
| Team         | J | G | E | P | Assaigs | Punts favor | Punts contra | Diferència | Punts Bonus | Punts |
| ------------ | - | - | - | - | ------- | ----------- | ------------ | ---------- | ----------- | ----- |
| Nova Zelanda | 4 | 4 | 0 | 0 | 25      | 174         | 49           | +125       | 3           | 19    |
| Argentina    | 4 | 3 | 0 | 1 | 22      | 179         | 70           | +109       | 3           | 15    |
| Geòrgia      | 4 | 2 | 0 | 2 | 5       | 53          | 123          | –70        | 0           | 8     |
| Tonga        | 4 | 1 | 0 | 3 | 8       | 70          | 130          | –60        | 2           | 6     |
| Namíbia      | 4 | 0 | 0 | 4 | 8       | 70          | 174          | –104       | 1           | 1     |

| Team       | J | G | E | P | Assaigs | Punts favor | Punts contra | Diferència | Punts Bonus | Punts |
| ---------- | - | - | - | - | ------- | ----------- | ------------ | ---------- | ----------- | ----- |
| Austràlia  | 4 | 4 | 0 | 0 | 17      | 141         | 35           | +106       | 1           | 17    |
| Gal·les    | 4 | 3 | 0 | 1 | 11      | 111         | 62           | +49        | 1           | 13    |
| Anglaterra | 4 | 2 | 0 | 2 | 16      | 133         | 75           | +58        | 3           | 11    |
| Fiji       | 4 | 1 | 0 | 3 | 10      | 84          | 101          | –17        | 1           | 5     |
| Uruguai    | 4 | 0 | 0 | 4 | 2       | 30          | 226          | –196       | 0           | 0     |

## El partit

### Primera part
La final de la Copa del Món de Rugbi de 2015 va començar amb un cert titubeig en el domini del joc, però que ràpidament es va decantar pels All Blacks. Al minut 7, el neozelandès Dan Carter inauguraria el marcador amb un cop de càstig que seria replicat set minuts després per un altre de Bernard Foley. A partir d'aquest moment, el domini dels neozelandesos s'aniria imposant de forma progressiva i provocant un gran nombre de faltes pels Wallabies que portarien a Dan Carter a convertir dos nous cops de càstig al minut 27 i 36 que semblava que posaven el marcador amb un 9-3 amb el que s'arribaria al descans. Tot i així, una genialitat de l'atac kiwi seria culminada per Nehe Milner-Skudder anotant el primer assaig de la gran final i deixant el marcador en un 16-3 al descans.

### Segona part
La segona part començaria com havia acabat la primera, amb una selecció neozelandesa pressionant amb força i que es culminaria amb un assaig de Ma'a Nonu quan tan sols feia dos minuts de l'inici de la segona part. Aquest cop, però, Carter erraria la transformació deixant el marcador el 21-3 pels All Blacks. A partir d'aquí el partit faria un canvi de rumb, i els australians es llançarien a un joc més obert i atacant que els permetria anotar dos assaigs un de David Pocock al minut 53 i un altre Tevita Kuridrani al minut 64 que deixarien el marcador en un 21-17 i la iniciativa del partit en mans dels Wallabies. Quan més pressionaven els australians, Dan Carter es va treure de la mà un drop espectacular al minut 70, que deixaria el 24-17 al marcador, obligant als australians a fer un assaig en tan sols 10 minuts per forçar la pròrroga. Els de Michel Cheika es llançarien a l'atac però no podrien anotar i a sobre veurien com Carter anotava un cop de càstig deixant el marcador en 27-17 i com al minut 79 aprofitant una errada dels australians, Beauden Barrett anotaria l'assaig definitiu que assegurava que la Copa Webb Ellis tornés a Nova Zelanda.

### Detalls de la final
| Nova Zelanda | 34–17    | Austràlia                                                                              | 31 d'octubre de 2015 16:00 GMT (UTC+00) - Twickenham Stadium, Londres Assistència: 80,125 espectadors Àrbitre: Nigel Owens (Gal·les) |
| Assaigs: Milner-Skudder 39' c Nonu 42' m Barrett 79' c Con.: Carter (2/3) 40', 80' Pen.: Carter (4/4) 8', 27', 36', 75' Drop: Carter 70' | [Report] | Assaigs: Pocock 53' c Kuridrani 64' c Con.: Foley (2/2) 54', 65' Pen.: Foley (1/1) 14' | 31 d'octubre de 2015 16:00 GMT (UTC+00) - Twickenham Stadium, Londres Assistència: 80,125 espectadors Àrbitre: Nigel Owens (Gal·les) |

| Nova Zelanda | Austràlia |

| FB             | 15 | Ben Smith           | del 52' fins el 62' |     |
| RW             | 14 | Nehe Milner-Skudder |                     | 65' |
| OC             | 13 | Conrad Smith        |                     | 40' |
| IC             | 12 | Ma'a Nonu           |                     |     |
| LW             | 11 | Julian Savea        |                     |     |
| FH             | 10 | Dan Carter          |                     |     |
| SH             | 9  | Aaron Smith         |                     | 71' |
| N8             | 8  | Kieran Read         |                     |     |
| OF             | 7  | Richie McCaw (c)    |                     | 80' |
| BF             | 6  | Jerome Kaino        |                     | 71' |
| RL             | 5  | Sam Whitelock       |                     |     |
| LL             | 4  | Brodie Retallick    |                     |     |
| TP             | 3  | Owen Franks         |                     | 54' |
| HK             | 2  | Dane Coles          |                     | 65' |
| LP             | 1  | Joe Moody           |                     | 59' |
| Substitucions: |    |                     |                     |     |
| HK             | 16 | Keven Mealamu       |                     | 65' |
| PR             | 17 | Ben Franks          |                     | 59' |
| PR             | 18 | Charlie Faumuina    |                     | 54' |
| N8             | 19 | Victor Vito         |                     | 71' |
| FL             | 20 | Sam Cane            |                     | 80' |
| SH             | 21 | Tawera Kerr-Barlow  |                     | 71' |
| FH             | 22 | Beauden Barrett     |                     | 65' |
| CE             | 23 | Sonny Bill Williams |                     | 40' |
| Entrenador:    |    |                     |                     |     |
| Steve Hansen   |    |                     |                     |     |

| FB             | 15 | Israel Folau       |  |                     |     |
| RW             | 14 | Adam Ashley-Cooper |  |                     |     |
| OC             | 13 | Tevita Kuridrani   |  |                     |     |
| IC             | 12 | Matt Giteau        |  | 26'                 |     |
| LW             | 11 | Drew Mitchell      |  | del 66' fins el 71' |     |
| FH             | 10 | Bernard Foley      |  |                     |     |
| SH             | 9  | Will Genia         |  | 70'                 |     |
| N8             | 8  | David Pocock       |  |                     |     |
| OF             | 7  | Michael Hooper     |  |                     |     |
| BF             | 6  | Scott Fardy        |  | 61'                 |     |
| RL             | 5  | Rob Simmons        |  |                     |     |
| LL             | 4  | Kane Douglas       |  | 15'                 |     |
| TP             | 3  | Sekope Kepu        |  | 59'                 |     |
| HK             | 2  | Stephen Moore (c)  |  | 55'                 |     |
| LP             | 1  | Scott Sio          |  | 59'                 |     |
| Substitucions: |    |                    |  |                     |     |
| HK             | 16 | Tatafu Polota-Nau  |  | 55'                 |     |
| PR             | 17 | James Slipper      |  | 59'                 |     |
| PR             | 18 | Greg Holmes        |  | 59'                 |     |
| LK             | 19 | Dean Mumm          |  | 15'                 |     |
| N8             | 20 | Ben McCalman       |  | 61'                 |     |
| SH             | 21 | Nick Phipps        |  | 70'                 |     |
| CE             | 22 | Matt Toomua        |  | 66'                 | 71' |
| CE             | 23 | Kurtley Beale      |  | 26'                 |     |
| Entrenador:    |    |                    |  |                     |     |
| Michael Cheika |    |                    |  |                     |     |

| Jugador del partit: Dan Carter (Nova Zelanda) Jutges de línea: Jérôme Garcès (França) Wayne Barnes (Anglaterra) Àrbitres de TV: Shaun Veldsman (Sud-àfrica) |

Notes:
- Nova Zelanda és la primera tricampiona, i la primera a guanyar la copa dues edicions consecutives.[12]
- Els 51 punts de la final la converteixen amb la final amb més puntuació.[7]
- Ben Smith és el primer jugador a rebre una targeta groga en una final de la Copa del Món de Rugbi[13]
- Els kiwis Sonny Bill Williams, Jerome Kaino i Sam Whitelock van aconseguir el record de jugar 14 partits de copa del món amb victòria.[14]
- Els següents jugadors es van entrar en el selecte club dels que tenen dues copes del món en el seu palmarès: Dan Carter, Ben Franks, Owen Franks, Jerome Kaino, Richie McCaw (totes dues com a capità), Keven Mealamu, Ma'a Nonu, Kieran Read, Conrad Smith, Victor Vito, Sam Whitelock, Sonny Bill Williams, i Tony Woodcock.

### Estadístiques
| \| \| Nova Zelanda \| Austràlia \| \| ------------------------------------------------------------------------------------------------ \| --------------- \| --------------- \| \| Assaigs \| 3 \| 2 \| \| Conversions \| 2 \| 2 \| \| Faltes (intents) \| 4(4) \| 1(1) \| \| Drops (intents) \| 1(1) \| 0(0) \| \| Partit \| \| \| \| Territori (1r/2n) \| 54% (71% / 39%) \| 46% (29% / 61%) \| \| Possessió (1r/2n) \| 53% (79% / 35%) \| 47% (21% / 65%) \| \| Atac \| \| \| \| Metres \| 513 \| 425 \| \| Assaig - cop de peu \| 0 \| 0 \| \| Assaig - mans \| 39 \| 38 \| \| Passes \| 151 \| 139 \| \| Curses \| 121 \| 115 \| \| Defensa \| \| \| \| Placatges \| 114 \| 117 \| \| Placatges fallats \| 15 \| 27 \| \| Canvi de possessió favorables \| 9 \| 8 \| \| Perdues de possessió al propi camp \| 3 \| 7 \| \| Mauls guanyats \| 2 \| 2 \| \| Construcció \| \| \| \| Melé (guanyada/perduda) \| (3/0) \| (4/1) \| \| Touche (guanyada/perduda) \| (14/0) \| (7/3) \| \| Disciplina \| \| \| \| Targetes grogues \| 1 \| 0 \| \| Targetes vermelles \| 0 \| 0 \| \| Faltes comeses \| 7 \| 11 \| \| Faltes comeses al propi camp \| 3 \| 7 \| \| Faltes comeses a la melé \| 1 \| 1 \| \| Free Kicks concedits \| 0 \| 0 \| \| Referència: Rugby World Cup Arxivat 2015-12-12 a Wayback Machine., ESPN Scrum, Stuff New Zealand \| \| \| | - Màxim xutador: 16 – Bernard Foley (Austràlia) - Millor passador: 82 – Aaron Smith (Nova Zelanda) - Millor corredor: 16 – Israel Folau (Austràlia) - Jugador amb més metres recorreguts: 124 – Nehe Milner-Skudder (Nova Zelanda) - Millor netejador: 5 – Nehe Milner-Skudder (Nova Zelanda) - Més defenses batudes: 6 – Ben Smith (Nova Zelanda) - Més càrregues: 2 – - Richie McCaw (Nova Zelanda) - Ben Smith (Nova Zelanda) - Sonny Bill Williams (Nova Zelanda) - Més curses aconseguint guany: 8 – - Nehe Milner-Skudder (Nova Zelanda) - Julian Savea (Nova Zelanda) - Més placatges: 13 – - Dean Mumm (Austràlia) - David Pocock (Austràlia) - Més placatges fallats: 4 – - Michael Hooper (Austràlia) - Rob Simmons (Austràlia) - Més pèrdues de possessió concedides: 4 – Drew Mitchell (Austràlia) - Més cops de càstig concedits: 3 – Sekope Kepu (Austràlia) |                 |
| | Nova Zelanda | Austràlia       |
| Assaigs | 3 | 2               |
| Conversions | 2 | 2               |
| Faltes (intents) | 4(4) | 1(1)            |
| Drops (intents) | 1(1) | 0(0)            |
| Partit | |                 |
| Territori (1r/2n) | 54% (71% / 39%) | 46% (29% / 61%) |
| Possessió (1r/2n) | 53% (79% / 35%) | 47% (21% / 65%) |
| Atac | |                 |
| Metres | 513 | 425             |
| Assaig - cop de peu | 0 | 0               |
| Assaig - mans | 39 | 38              |
| Passes | 151 | 139             |
| Curses | 121 | 115             |
| Defensa | |                 |
| Placatges | 114 | 117             |
| Placatges fallats | 15 | 27              |
| Canvi de possessió favorables | 9 | 8               |
| Perdues de possessió al propi camp | 3 | 7               |
| Mauls guanyats | 2 | 2               |
| Construcció | |                 |
| Melé (guanyada/perduda) | (3/0) | (4/1)           |
| Touche (guanyada/perduda) | (14/0) | (7/3)           |
| Disciplina | |                 |
| Targetes grogues | 1 | 0               |
| Targetes vermelles | 0 | 0               |
| Faltes comeses | 7 | 11              |
| Faltes comeses al propi camp | 3 | 7               |
| Faltes comeses a la melé | 1 | 1               |
| Free Kicks concedits | 0 | 0               |
| Referència: Rugby World Cup Arxivat 2015-12-12 a Wayback Machine., ESPN Scrum, Stuff New Zealand | |                 |